# Julio Estacuy
Julio Estacuy (Quetzaltenango, Quetzaltenango, Guatemala, 4 de diciembre de 1984), conocido como el "abuelo", es un exfutbolista guatemalteco. Jugaba de mediocampista e hizo su debut en el torneo clausura 2004, en un partido entre xelajú mc y Cobán imperial,su último equipo fue el Deportivo Quiche Fc de la Primera División de Guatemala, con el cual disputó un total de 63 encuentros.
con el xelajú jugo un total de 559 encuentros en los cuales marcó un total de 17 y siendo capitán del equipo lanudo en un total de 345 partidos entre amistosos y oficiales.

## Trayectoria
Su primer club fue el xelaju Mario  camposeco con el cual debutó en el torneo clausura 2004 en un partido entre el club lanudo y los príncipes azules, desde sus comienzos mostró gran compromiso carácter y la seriedad suficiente, la cual fue un factor por el cual sus compañeros de equipo le pusieron el sobre nombre de el "abuelo". A partir del 21 de junio de 2019 formo parte del club Quiché FC de la primera división del balompié guatemalteco hasta acabar su contrato en marzo de 2020 debido a la pandemia del coronavirus.
Fue internacional con la selección nacional de Guatemala con la cual disputó dos partidos internacionales. Llegó a marcar un total de 17 goles en todos los partidos que disputó en toda su carrera profesional.

## Palmarés
Títulos nacionales
En sus casi 17 años de carrera profesional julio llegó a cosechar tres títulos con el xelajú, incluyendo una copa de Guatemala, fue parte del equipo campeón del torneo clausura 2007 contra el club deportivo Marquense, victoria muy recordada ya que el equipo había perdido el partido de ida por marcador de 2-0 dándole la vuelta el xelajú en el estadio marquesa de la Ensenada con un marcador global de 4-1.
También fue parte del equipo que logró la histórica victoria por 1-0 contra las chivas rayadas del Guadalajara con marcador de 1-0.
| Título               | Club      | País      | Año  |
| -------------------- | --------- | --------- | ---- |
| Torneo Clausura 2007 | Xelajú MC | Guatemala | 2007 |
| Copa de Guatemala    | Xelajú MC | Guatemala | 2011 |
| Torneo Clausura 2012 | Xelajú MC | Guatemala | 2012 |